# United States Central Command
Lo United States Central Command (CENTCOM) è un Comando combattente unificato delle forze armate degli Stati Uniti. Il quartier generale è situato presso la MacDill Air Force Base, in Florida.

Area di responsabilità

## Organizzazione
Come tutti i comandi combattenti, il CENTCOM costituisce un elemento privo di qualsiasi unità militare permanentemente assegnatagli. Il comando opera con dei comandi componenti, uno per ogni servizio delle forze armate statunitensi, insieme ad una componente delle operazioni speciali congiunte ed a un certo numero di Task Forces.
- United States Army Central (ARCENT)
- United States Naval Forces Central Command (NAVCENT)
- United States Air Forces Central Command (AFCENT)
- United States Marine Corps Forces Central Command (MARFOR CENTCOM)
- United States Special Operations Command Central (SOCCENT)
- United States Space Forces - Central